# Mont Narcel
Le mont Narcel est, avec ses 589 mètres d'altitude, le troisième sommet des monts d'Or, au nord-ouest de Lyon. Il est situé en limite des communes de Limonest et de Saint-Didier-au-Mont-d'Or, à moins d'un kilomètre du mont Thou.

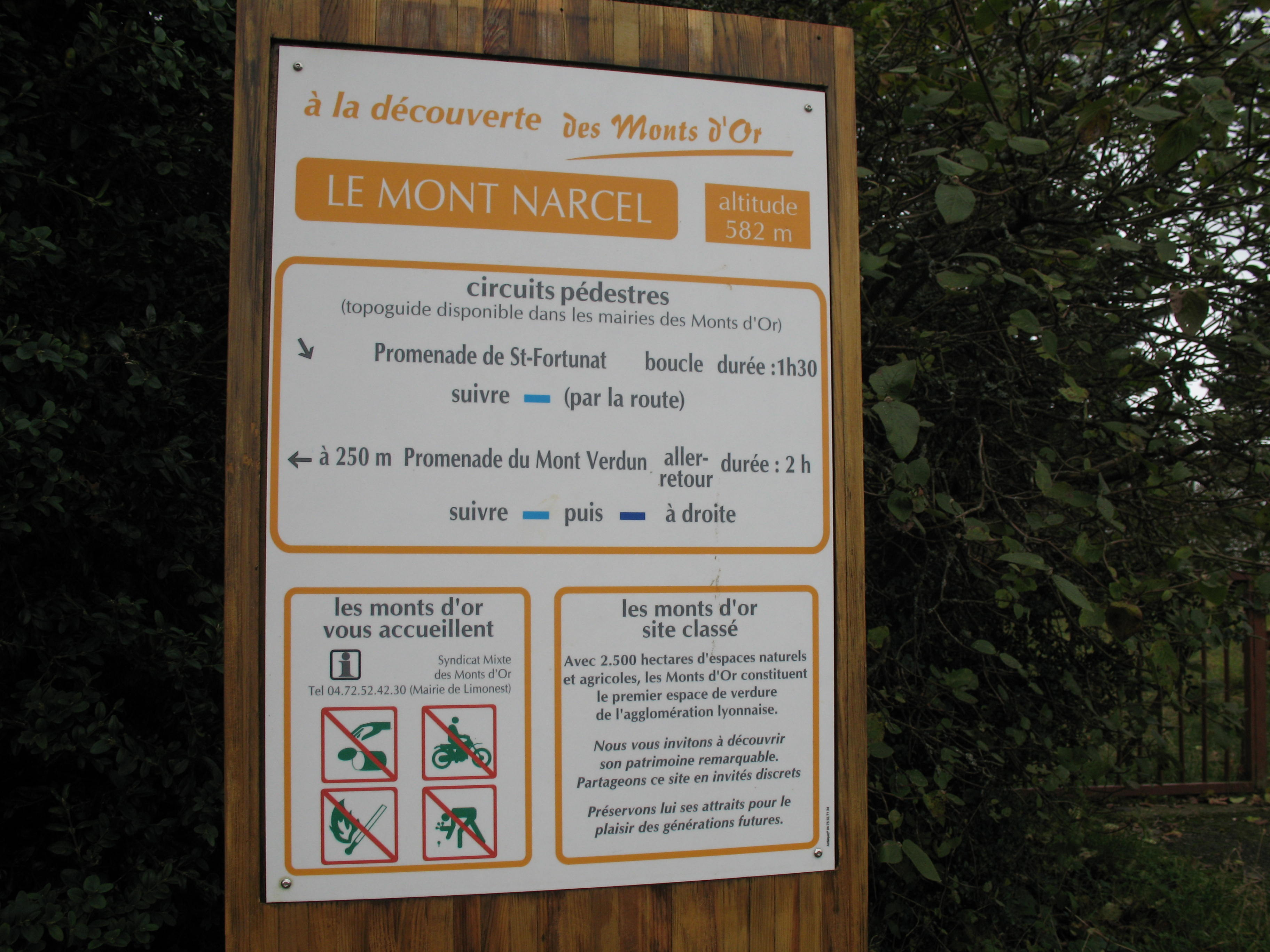
Panneau indicateur au mont Narcel

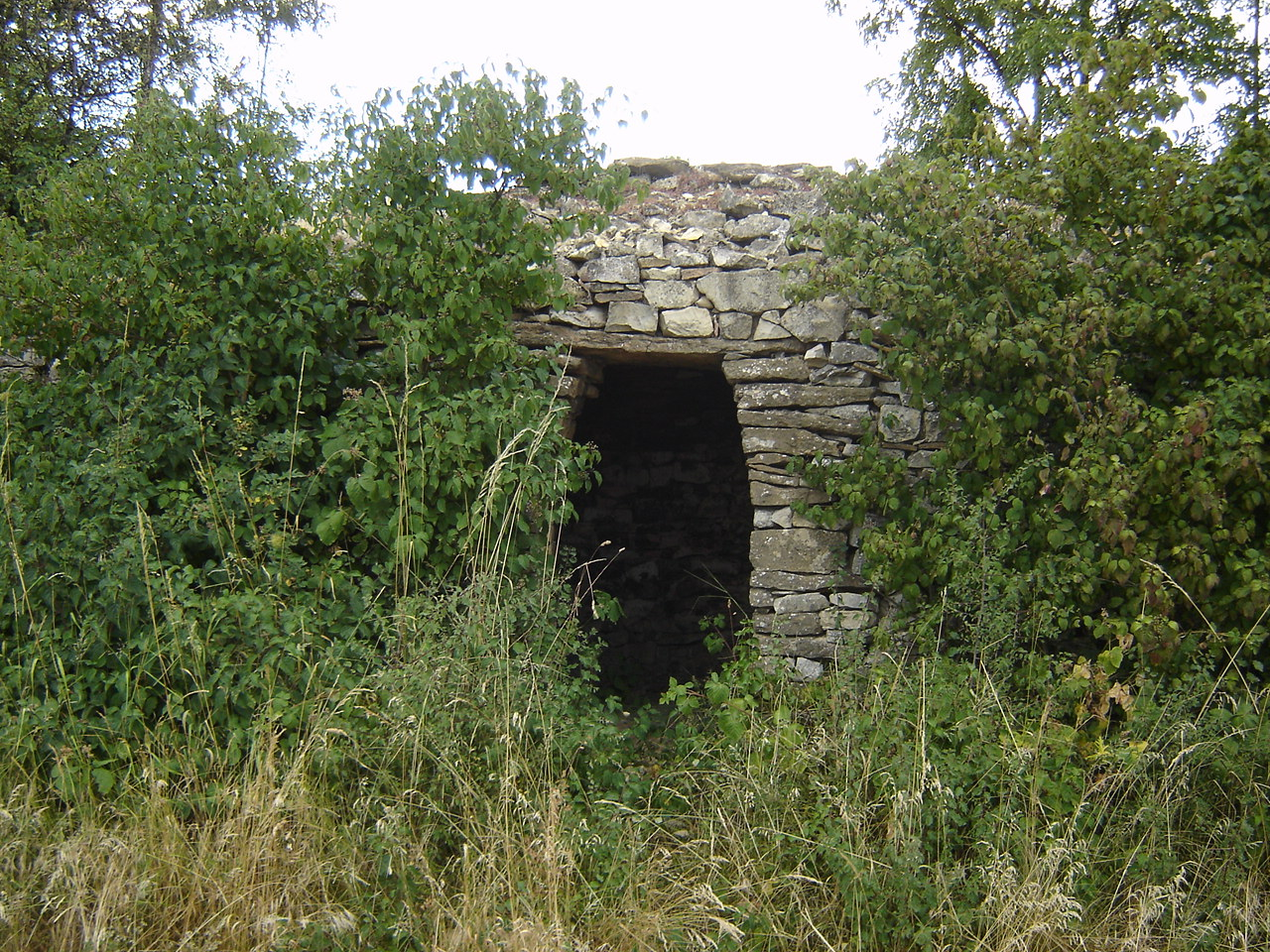
Une caborne

Étymologiquement, Narcel dériverait d'arca, mot utilisé par les Romains pour désigner des coffres, en référence aux souterrains qui captent l'eau ou la conduisent.

## Curiosités
- Sur la pente des Essarts, on découvre des restes de cabanes de pierres sèches dénommées cabornes ; autrefois, il y en avait plus de 100.
- Du côté de Limonest, deux sources existent encore, celle de Sanlaville et celle de la Barollière.
- Une ancienne tour du télégraphe Chappe se dresse au sommet du mont.

## Flore
Les pentes du mont Narcel abritent des espèces rares d'orchidées.